# Île Eboro
L’île Eboro est une île sur le fleuve Congo. Elle est située en République démocratique du Congo, à une vingtaine de kilomètres en amont de Basoko. L’île mesure plus de 30 km en longueur.